# Gonggang (Poncol)
Gonggang is een bestuurslaag in het regentschap Magetan van de provincie Oost-Java, Indonesië. Gonggang telt 5134 inwoners (volkstelling 2010).